# Common Anti-Air Modular Missile
Le CAMM pour (Common Anti-Air Modular Missile) est une famille de missiles surface-air développée par MBDA. Le CAMM remplace le Rapier et le Sea Wolf dans les forces armées britanniques à partir de 2016.

## Histoire
En janvier 2012, MBDA et le Ministère de la Défense du Royaume-Uni annoncent la signature d'un contrat de démonstration de 483 millions de £ pour le développement de la version maritime du système CAMM appelée Sea Ceptor.
En 2014, MBDA remporte deux contrats pour la fourniture du système Sea Ceptor à la Royal New Zealand Navy et à la Marine brésilienne.

## Caractéristiques
Le missile CAMM doit être la base de différents missiles antiaériens répondant aux besoins des différentes armées britanniques (Army, Royal Navy, Royal Air Force).
Le CAMM possède des caractéristiques similaires à l'ASRAAM, les principales différences étant l'utilisation d'un autodirecteur électromagnétique actif et d'une liaison de données bidirectionnelle.
Il est tiré en position verticale en lancement froid, le missile est éjecté par un piston pneumatique et le propulseur s’allume quelques secondes après le lancement. Ce système est plus compact et permet d'intégrer plus de missiles dans les lanceurs verticaux.
Contrairement au Sea Wolf, le CAMM ne nécessite pas de radar de conduite de tir, permettant de mieux répondre aux attaques saturantes.

## Variantes

### Variante aérienne
Le CAMM(A) est une variante pouvant être lancée depuis un aéronef. Puisque le fuselage du CAMM est basé sur celui de l'ASRAAM, le missile de combat actuel de la RAF et d'autres forces aériennes, MBDA a indiqué que le CAMM est « facilement adaptable » sur les avions qui emportent actuellement l'ASRAAM. Il n'est pas encore nécessaire de remplacer celui-ci, mais il est prévu que le CAMM forme la base du futur missile à courte portée de la RAF. La modularité du CAMM peut se prêter à une famille de missiles comme le Vympel R-27 (AA-10 « Alamo »), qui est transporté en version guidée par radar et infrarouge par des avions russes.

### Variante terrestre

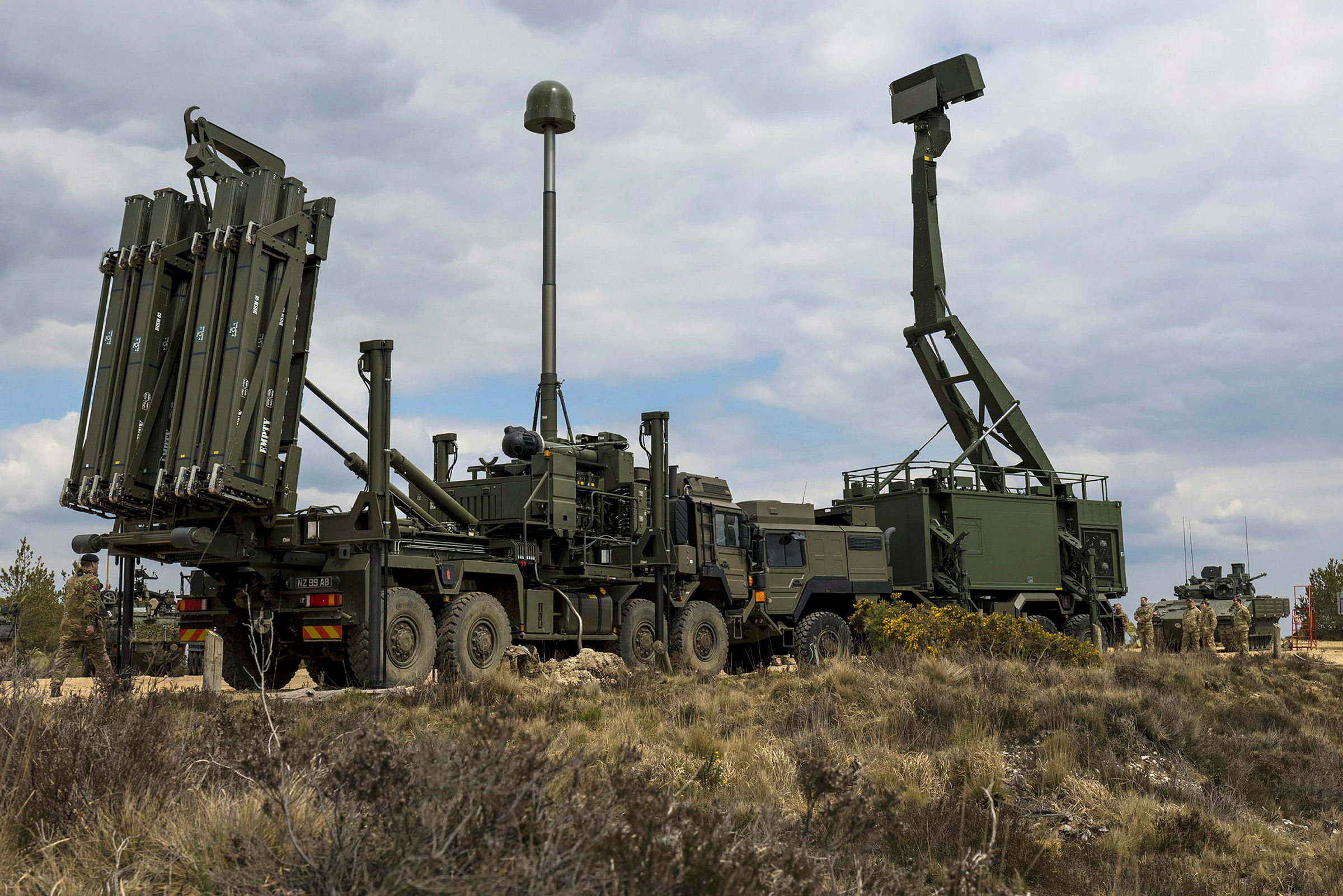
Une système Sky Sabre de la British Army.

Le CAMM(L), Land - nommé Sky Sabre par les forces armées du Royaume-Uni  est la variante lancée depuis la terre du missile. Elle est destinée à remplacer les batteries de missiles Rapier de l'Armée Britannique dans les années 2020. Quatre lanceurs de trois missiles seront montés sur une « palette » autonome qui pourra être montée sur une large gamme de camions. Le véhicule de lancement, en 2021, un camion MAN SE, n'aura pas son propre radar, au lieu de ça, il prendra plutôt des informations de ciblage sur un réseau de données sécurisé dans le cadre d'un réseau intégré de défense aérienne de l'israélien Rafael Advanced Defense Systems  ; pour la phase de guidage terminale le missile utilisera son propre radar de recherche active. Certains rapports ont appelé la variante terrestre, « Land Ceptor »,. Le radar est un Saab Giraffe (en) suédois d'une portée de 120 km, le système de tir peut gérer 24 cibles. Les premières batteries entrent en service actif le 6 décembre 2021 dans le 16th Regiment Royal Artillery (en).

### Variante maritime
Le CAMM(M), Maritime est une version navale développée pour la Royal Navy, également appelée Sea Ceptor. Il doit remplacer le Sea Wolf sur les frégates Type 23. Il est utilisé dans un système de lancement vertical emportant 32 missiles. La première frégate du Type 23 à en être équipée a repris le service le 27 janvier 2017 après son arrêt technique majeur qui aura permis de la moderniser avec ce système. Il entre après essais en service actif en mai 2018, les treize frégates Type 23 doivent finir d'en être équipées en 2021. Il équipera aussi les frégates de Type 26 prévues d’ici 2025.

### Variante à portée étendue
Le CAMM-ER, Extended Range est une variante avec une portée étendue, qui se base sur le CAMM. Elle est destinée à fournir une solution commune aux environnements aériens, maritimes et terrestres. Développée depuis 2013 par MBDA Italy et AVIO Spa pour l'italien MoD ; intégré au système MAADS (Medium Advanced Air Defence System) qualifié en 2023 pour remplacer les batteries de missiles SPADA de l'Aeronautica Militare ; intégré au système GRIFO qualifié début 2024 pour succéder aux batteries Skyguard-Aspide de l'Armée de terre italienne ; intégré au système Albatros NG pour les navires de la Marine italienne et déjà vendu à l'export.  

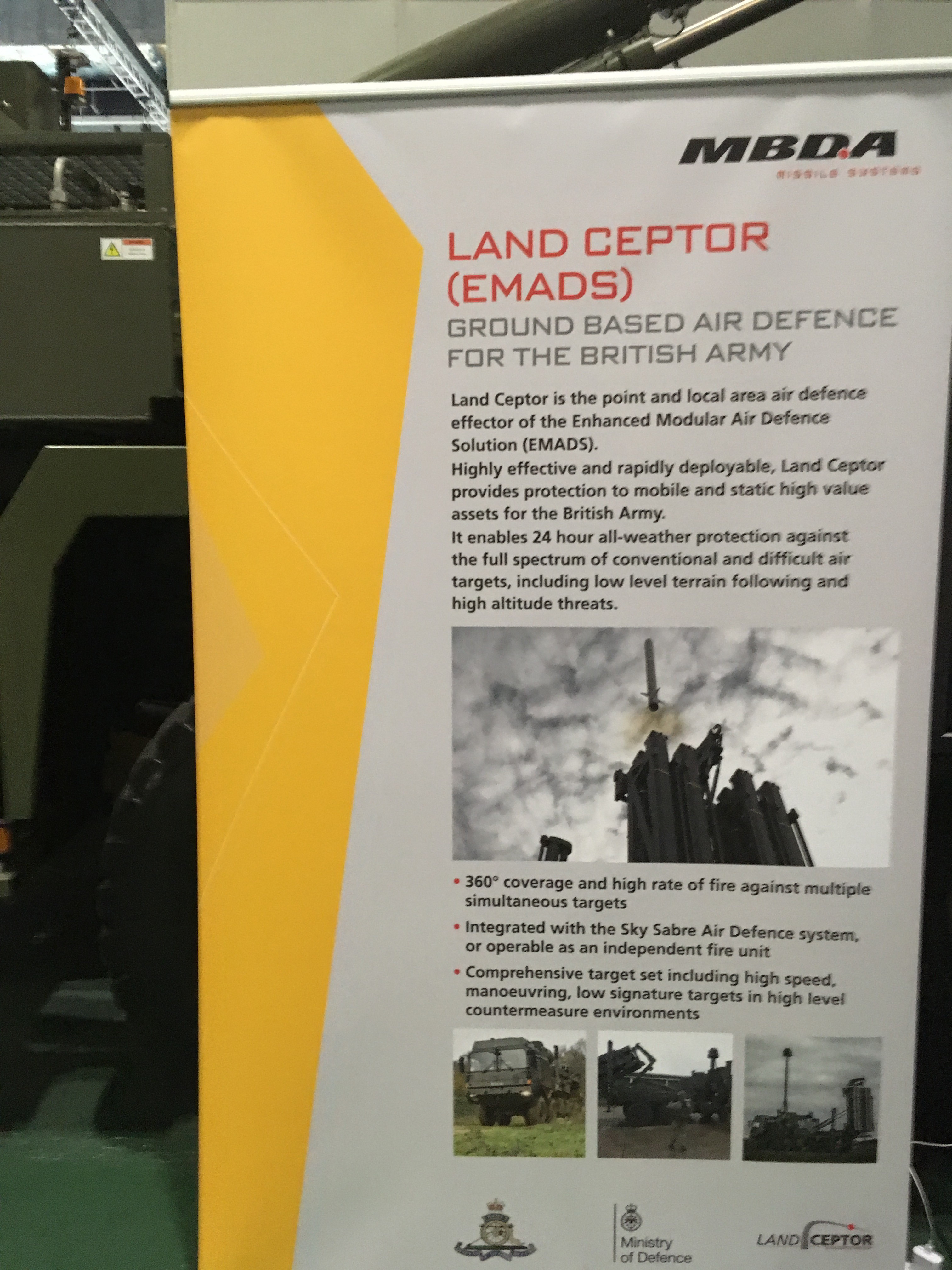
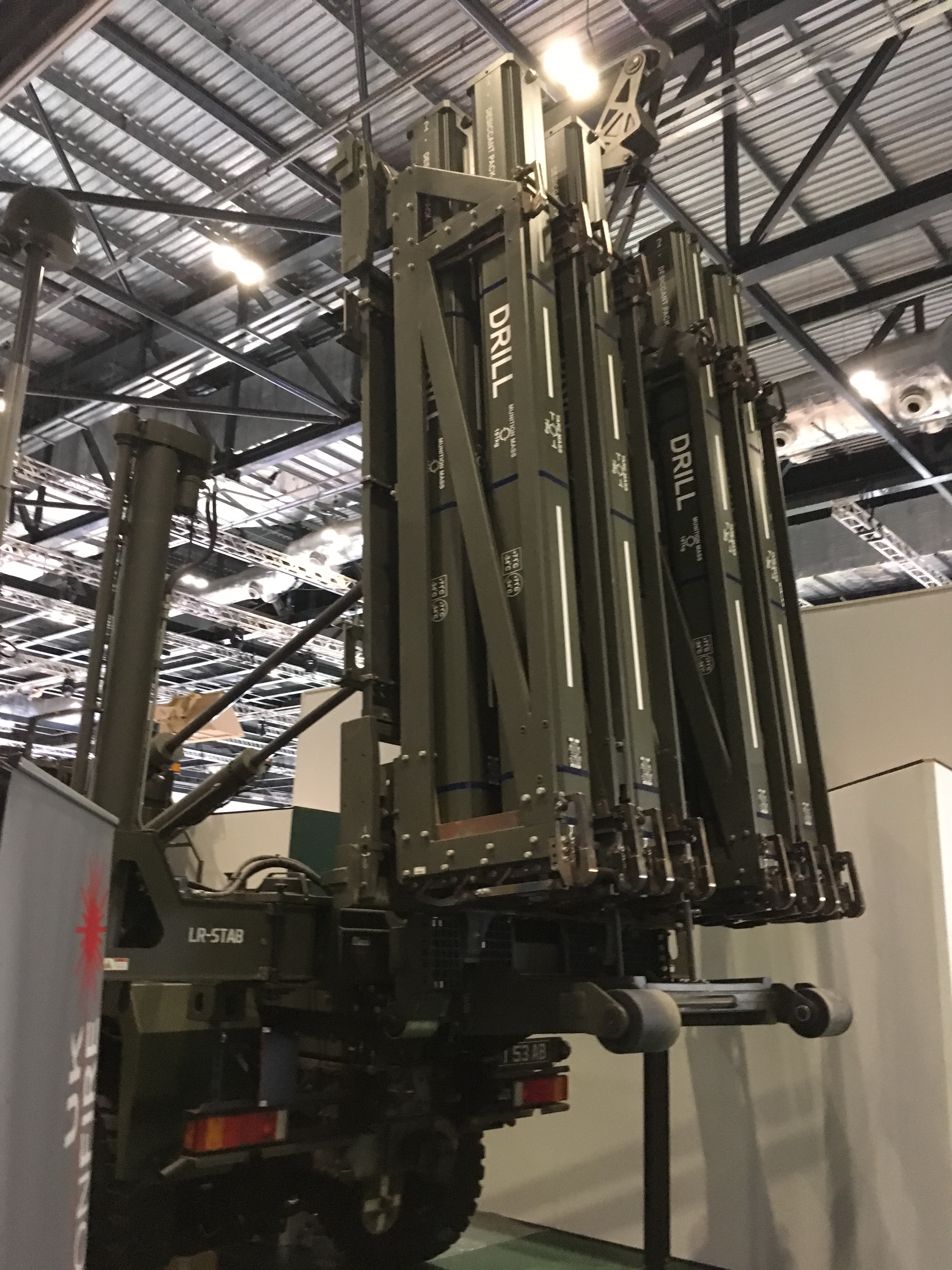
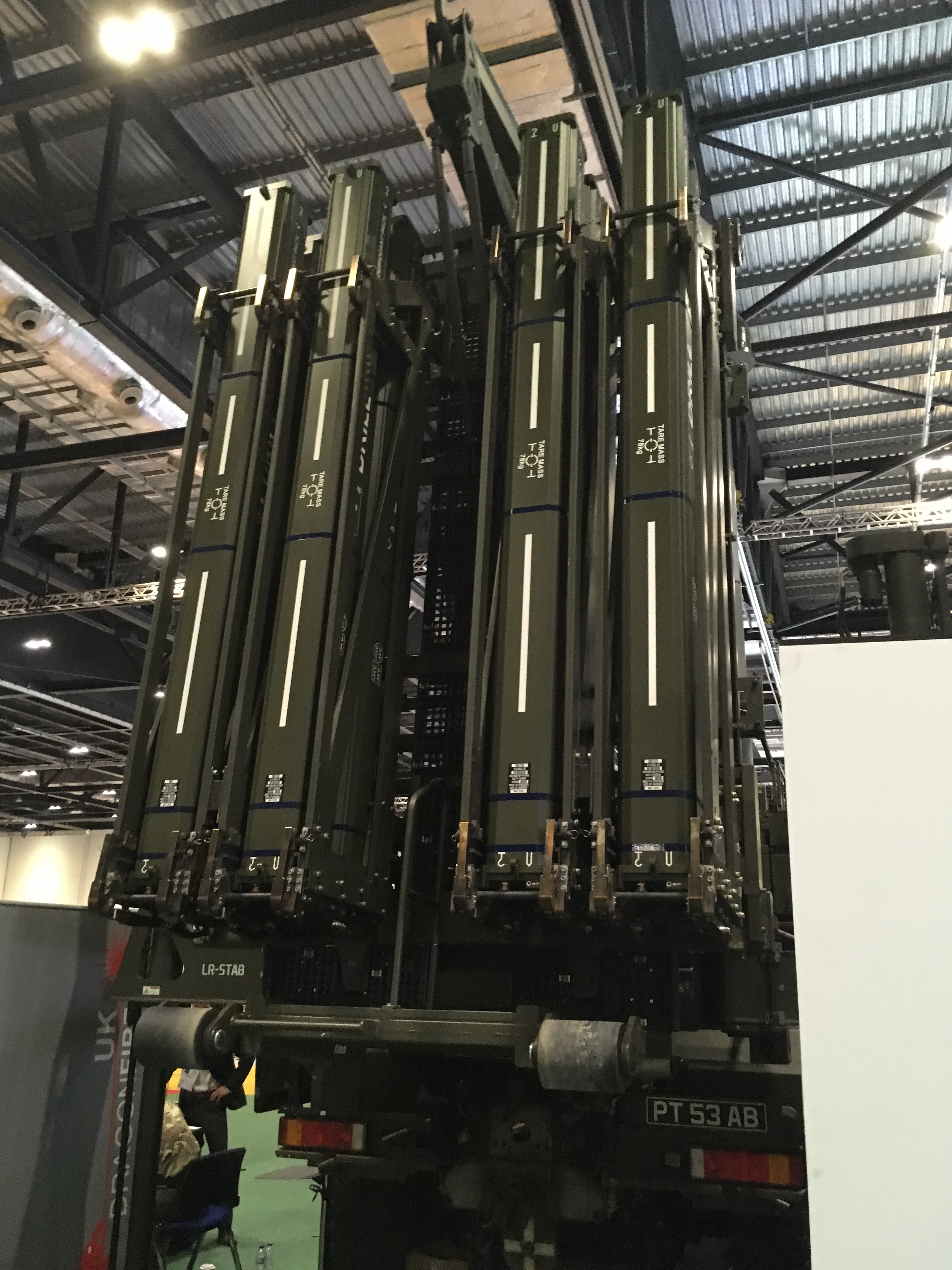
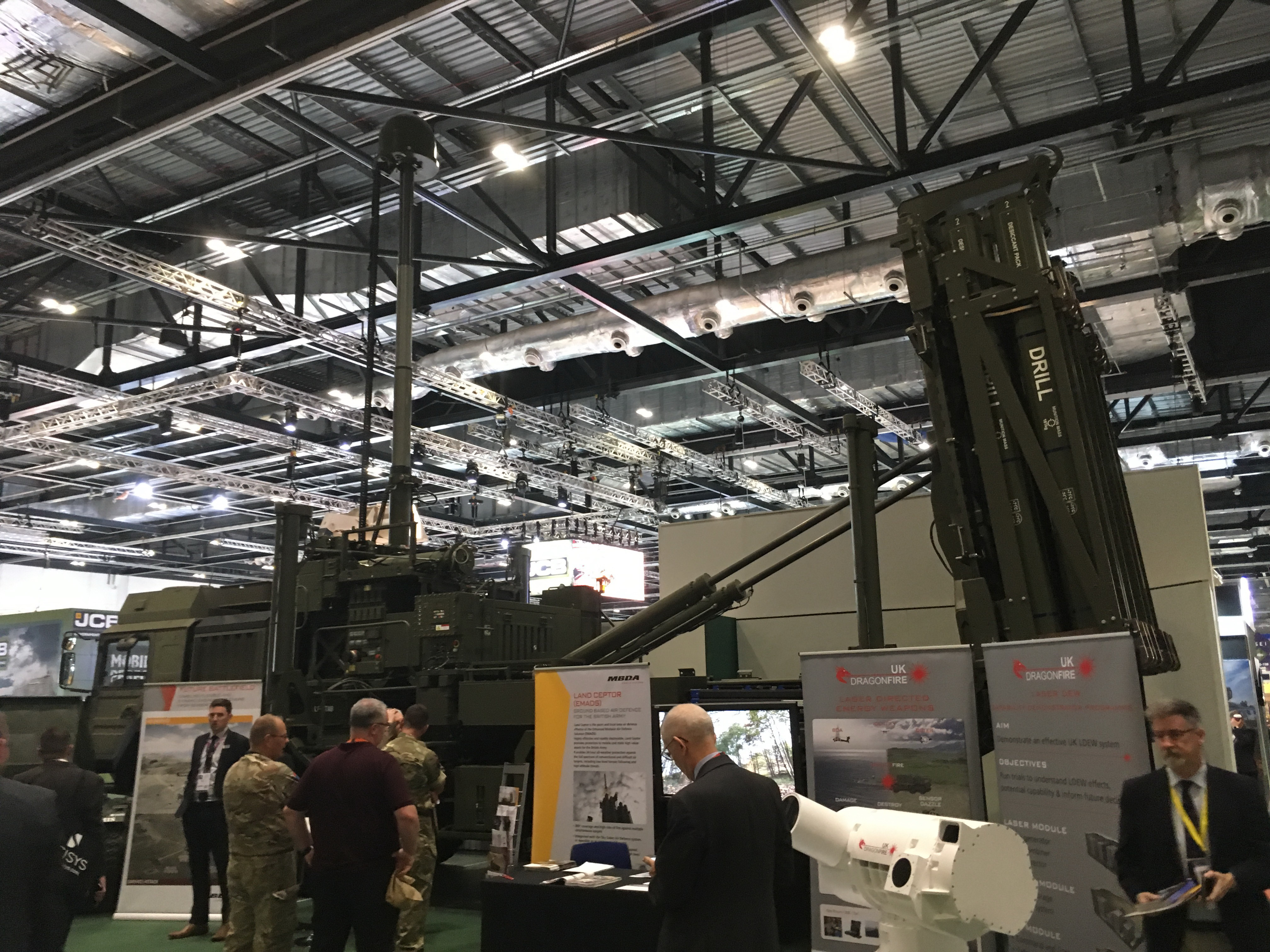
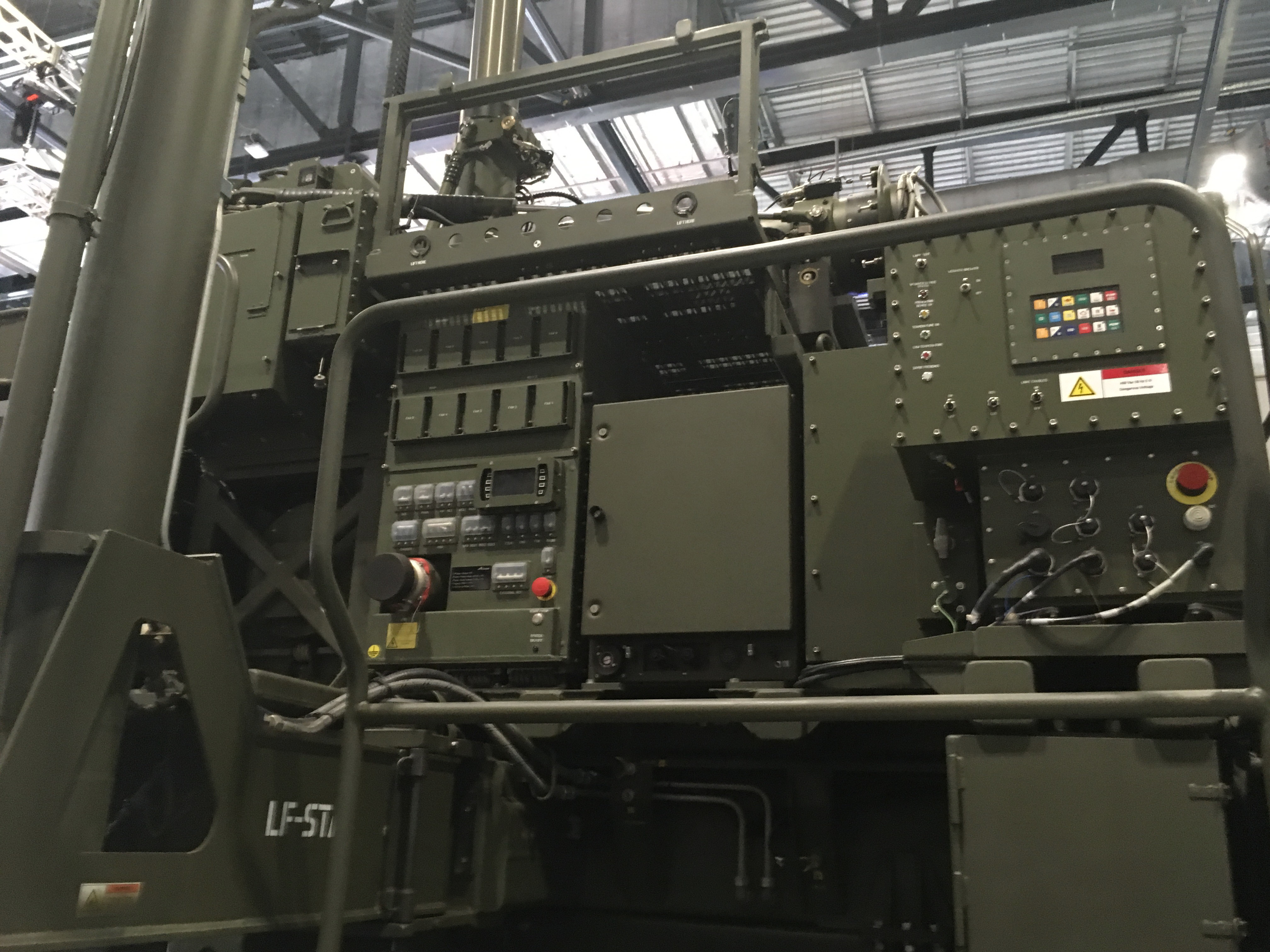
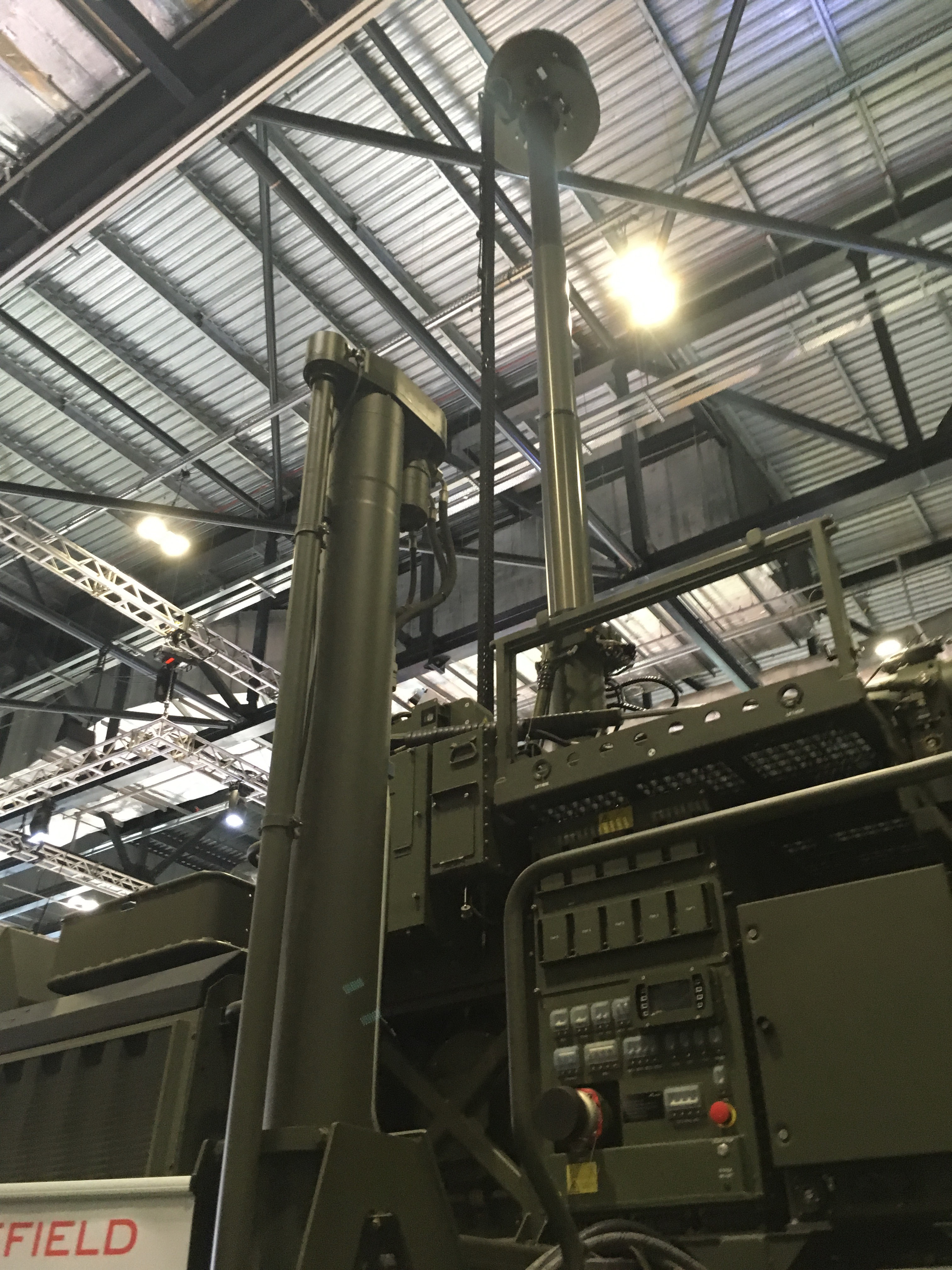
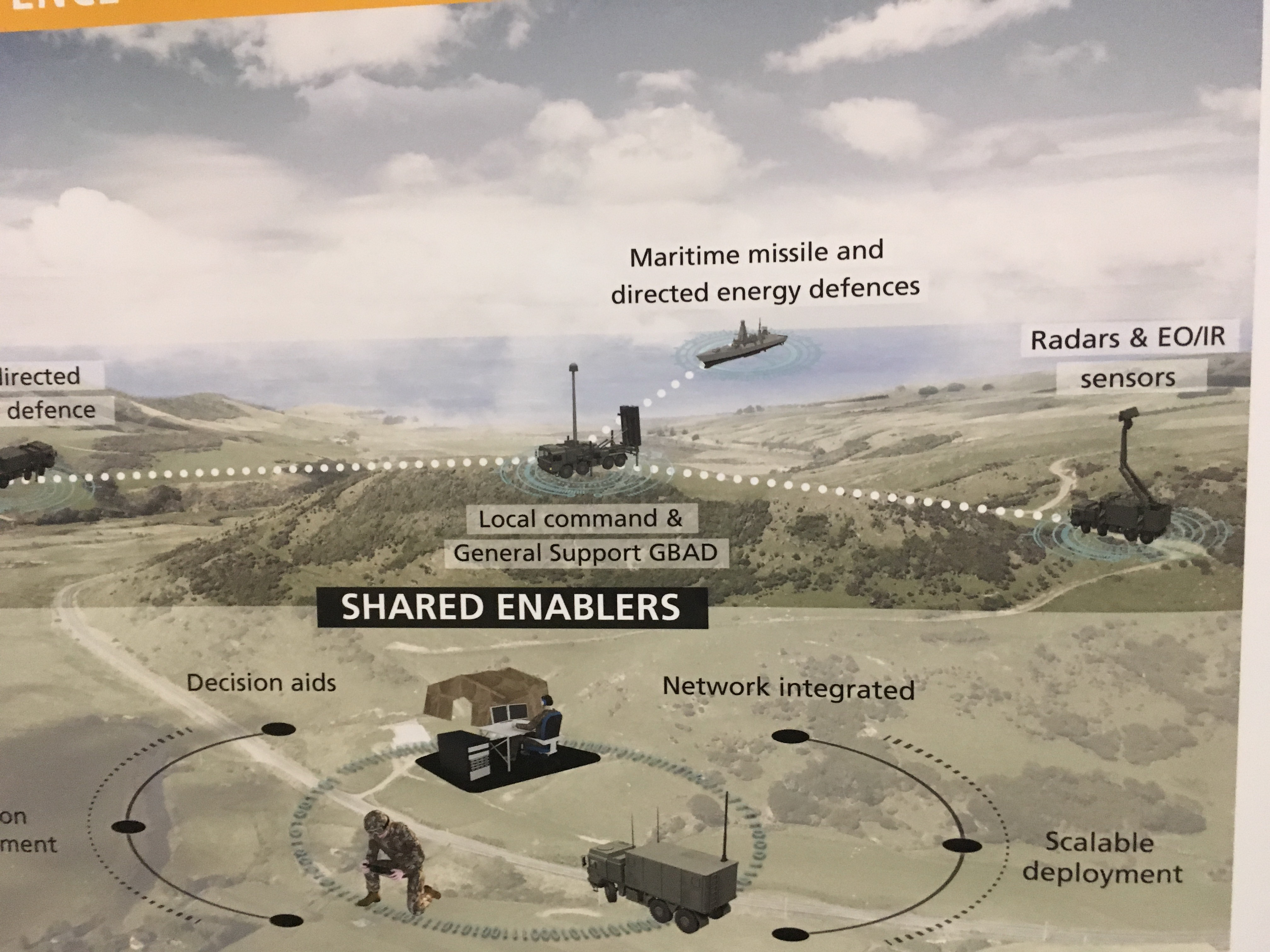

## Utilisateurs
Royaume-Uni

Carte des utilisateurs du CAMM en bleu.

- British Army - CAMM(L) : variante, sélectionnée pour remplacer le Rapier retiré du service le 27 janvier 2022.
- Royal Navy - CAMM(M) : variante, sélectionnée pour remplacer le Sea Wolf sur les frégates Type 23 et prévue pour les frégates de Type 26 qui entreront en service en 2021.

 Nouvelle-Zélande
- Royal New Zealand Navy - CAMM(M) : variante, sélectionnée pour la mise à niveau des frégates de type ANZAC.

 Brésil
- Marine brésilienne - CAMM(M) : variante, sélectionnée en 2014 pour équiper les nouvelles corvettes Tamandaré basées sur le design des corvettes Barroso.
- Armée de terre brésilienne - AV-MMA : une variante du CAMM(L), qui équipera la version antiaérienne du véhicule Astros II MLRS.

 Chili
- Marine chilienne - CAMM(M) : variante, sélectionnée pour remplacer le Sea Wolf sur les frégates Type 23.

 Pologne
- Armée de terre polonaise - CAMM-ER : 22 batteries et plus de 1 000 missiles commandés en 2023

 Suède
- Marine royale suédoise CAMM(M) : sélectionné en novembre 2023 pour armer les cinq corvettes de la classe Visby à l’occasion de leur prochaine modernisation à partir de fin 2025.

 Italie
- Armée de terre italienne - CAMM-ER : intégré dans les six batteries du système GRIFO en cours de commande en 2025, en remplacement de ses batteries Skyguard-Aspide (24 en service).
- Armée de l'air italienne  - CAMM-ER : (intégré au système MAADS) prévu pour remplacer ses batteries SPADA.
- Marine italienne  - CAMM-ER (intégré au système Albatros NG) à venir.